# Кане, Шейх Хамиду
Шейх Хамиду Кане (фр. Cheikh Hamidou Kane; род. 2 апреля 1928, Матам, Французская Западная Африка) — сенегальский писатель и государственный служащий. Автор романа «Неоднозначное приключение» (1961), входящего в список произведений классической африканской литературы. Лауреат Литературной премии чёрной Африки (1962) и Премии корифеев (2019).

## Биография
Родился 2 апреля 1928 года в Матаме в семье, принадлежавшей к местной племенной знати. Учился в медресе, после в начальной школе Бланшо в Сен-Луи, затем в лицее в Дакаре. Получив степень бакалавра, продолжил образование в Париже на юридическом факультете Сорбонны и в Национальной школе заморских территорий Франции. В 1959 году защитил дипломы по философии и юриспруденции. Во время учебы в Сорбонне сотрудничал с журналом «Эспри».
Вернулся в Сенегал и поступил на государственную службу. В марте 1960 года был назначен губернатором области Тиес. В 1961 году служил начальником штаба министра развития и планирования. В 1961 году была издана его первая книга «Неоднозначное приключение» («История раздвоения») — автобиографическая история, написанная в 1952 году и принесшая писателю всемирную известность. В 1963 году он написал вторую книгу «Хранители храма», продолжение первой, но решился издать произведение только в 1995 году.
Служил представителем ЮНИСЕФ во многих африканских странах. Возглавлял компанию «Дакар-Марин». В 1981 году был президентом компании «Химическая промышленность Сенегала» (ICS).

### Семья
Шейх Хамиду Кане двоюродный брат писателей Абдулы Элимана Кане и Мустафы Анны. Банкир и политик Амаду Кане приходится ему племянником. Его внучка Ндие Фату Кане также является писательницей.

## Сочинения
- «Неоднозначное приключение» (фр. L’Aventure ambiguë, 1961)
- «Хранители храма» (фр. Les Gardiens du Temple, 1995)